# Non-implicazione inversa
Nella logica, la non-implicazione inversa  è un connettivo logico che è la negazione dell'implicazione inversa (o, equivalentemente, la negazione dell'inverso dell'implicazione).

## Definizione

Diagramma di Venn di
(l'area di colore bianco mostra dove la proposizione è falsa)

La non-implicazione inversa si denota con {\displaystyle P\nleftarrow Q} oppure con {\displaystyle P\not \subset Q}, ed è logicamente equivalentead affermare che {\displaystyle \neg (P\leftarrow Q)}.
La tavola di verità di {\displaystyle P\nleftarrow Q} è la seguente:
| {\displaystyle P} | {\displaystyle Q} | {\displaystyle P\nleftarrow Q} |
| Vero              | Vero              | (NO)                           |
| Vero              | (NO)              | (NO)                           |
| (NO)              | Vero              | Vero                           |
| (NO)              | (NO)              | (NO)                           |

## Notazione
La non-implicazione inversa è denotata col simbolo {\displaystyle p\nleftarrow q}, che rappresenta la freccia con verso sinistro propria dell'implicazione inversa con il simbolo della negazione /.
Notazioni alternative includono:
- {\displaystyle p\not \subset q}, che combina l'implicazione inversa {\displaystyle \subset } negata col simbolo /;
- {\displaystyle p{\tilde {\leftarrow }}q}, che combina la freccia sinistra dell'implicazione inversa {\displaystyle \leftarrow } con la tilde {\displaystyle \sim } della negazione.
- * Mpq,, nella notazione di Bocheński.

## Proprietà
- Conservazione del valore falso: l'interpretazione in base alla quale a tutte le variabili viene assegnato un valore di verità di "falso" produce un valore di verità di "falso" come risultato della non-implicazione inversa.

## Espressioni linguistiche
Nel linguaggio naturale la non-implicazione inversa è resa da espressioni quali: Q non implica P.

## Algebra booleana
Nell'algebra di Boole la non-implicazione inversa è definita come {\textstyle q\nleftarrow p=q'p}.
Ad esempio, in un'algebra booleana a due elementi si ha: la coppia di elementi {0,1} con 0 e 1 come elementi unitari, gli operatori {\displaystyle \sim } come operatori complemento, {\displaystyle \vee } come operatore di unione e {\displaystyle \wedge } come operatore di intersezione, fattori che unitamente costruiscono l'algebra booleana di una logica proposizionale.
| {\textstyle {}\sim x} | 1 | 0 |
| x                     | 0 | 1 |

| y                       |   |   |   |
| 1                       | 1 | 1 |   |
| 0                       | 0 | 1 |   |
| {\textstyle y_{\vee }x} | 0 | 1 | x |

| y                            |   |   |   |
| 1                            | 0 | 1 |   |
| 0                            | 0 | 0 |   |
| {\displaystyle y_{\wedge }x} | 0 | 1 | x |

| y                                               |   |   |   |
| 1                                               | 0 | 0 |   |
| 0                                               | 0 | 1 |   |
| {\displaystyle \scriptstyle {y\nleftarrow x}\!} | 0 | 1 | x |

Esempio di algebra booleana a 4 elementi: i 4 divisori {1,2,3,6} di 6 con 1 come zero e 6 come elemento unitario, operatori {\displaystyle \scriptstyle {^{c}}\!} (codivisori di 6) come operatore complementare{\displaystyle \scriptstyle {_{\vee }}\!} (minimo comune multiplo) come operatore di unione {\displaystyle \scriptstyle {_{\wedge }}\!} (massimo comun divisore) come operatore di intersezione, elementi che vanno a costruire un'algebra booleana.
| {\displaystyle \scriptstyle {x^{c}}\!} | 6 | 3 | 2 | 1 |
| x                                      | 1 | 2 | 3 | 6 |

| y                                           |   |   |   |   |   |
| 6                                           | 6 | 6 | 6 | 6 |   |
| 3                                           | 3 | 6 | 3 | 6 |   |
| 2                                           | 2 | 2 | 6 | 6 |   |
| 1                                           | 1 | 2 | 3 | 6 |   |
| {\displaystyle \scriptstyle {y_{\vee }x}\!} | 1 | 2 | 3 | 6 | x |

| y                                           |   |   |   |   |   |
| 6                                           | 1 | 2 | 3 | 6 |   |
| 3                                           | 1 | 1 | 3 | 3 |   |
| 2                                           | 1 | 2 | 1 | 2 |   |
| 1                                           | 1 | 1 | 1 | 1 |   |
| {\displaystyle \scriptstyle {y_{\wedge }x}} | 1 | 2 | 3 | 6 | x |

| y                                               |   |   |   |   |   |
| 6                                               | 1 | 1 | 1 | 1 |   |
| 3                                               | 1 | 2 | 1 | 2 |   |
| 2                                               | 1 | 1 | 3 | 3 |   |
| 1                                               | 1 | 2 | 3 | 6 |   |
| {\displaystyle \scriptstyle {y\nleftarrow x}\!} | 1 | 2 | 3 | 6 | x |

### Proprietà

#### Non-associatività
{\displaystyle r\nleftarrow (q\nleftarrow p)=(r\nleftarrow q)\nleftarrow p} se e solo se {\displaystyle rp=0}. In un'algebra booleana a due elementi, l'ultima condizione è ridotta a {\displaystyle r=0} oppure {\displaystyle p=0}. In un'algebra booleana non banale la non-implicazione inversa non è associativa.
Chiaramente, è associativa se e solo il termine {\displaystyle rp=0}.

#### Non-commutatività
- {\displaystyle q\nleftarrow p=p\nleftarrow q} se e solo se {\displaystyle q=p} . Quindi, la non-implicazione inversa non gode della proprietà commutativa.

#### Elemento neutro e di assorbimento
- 0 è l'elemento neutro del membro a sinistra (poiché {\displaystyle 0\nleftarrow p=p}) e l'elemento di assorbimento del membro a destra ({\displaystyle {p\nleftarrow 0=0}}).
- {\displaystyle 1\nleftarrow p=0}, {\displaystyle p\nleftarrow 1=p'}, e {\displaystyle p\nleftarrow p=0}.
- L'implicazione {\displaystyle q\rightarrow p} è il duale della non-implicazione inversa{\displaystyle q\nleftarrow p} .

## Nell'informatica
Un esempio di non implicazione inversa in informatica può essere trovato quando si esegue un join esterno destro su un insieme di tabelle estratte da un database,  se i record che non corrispondono alla condizione di join dalla tabella "sinistra" vengono esclusi.